# Trust (empresa)
Trust International B.V. é uma empresa Holandesa fundada em 1983 e que produz acessórios para computadores. Possui em seu portfolio mais de 300 produtos e conta com design premiado e reconhecido mundialmente. Nos últimos anos a empresa tem concentrado esforços e tem investido em acessórios e periféricos para PC gamers como mouses, teclados e fones de ouvido e oferecendo garantia de até três anos.
Oferece também um eficiente suporte a clientes com atendimento online 24h por dia em 10 línguas, apoio telefônico em 8 línguas, além de atualizações gratuitas para seus produtos, quando necessário.
A empresa é detentora de quatro marcas, oferecendo produtos específicos para cada perfil de cliente sendo a Trust, Trust Gaming, Trust Urban e Trust Smart Home.
No esporte patrocinou as equipes Minardi, Jordan e Spyker na F1. Atualmente patrocina a equipe Arden International na GP2 Series.

## Galeria

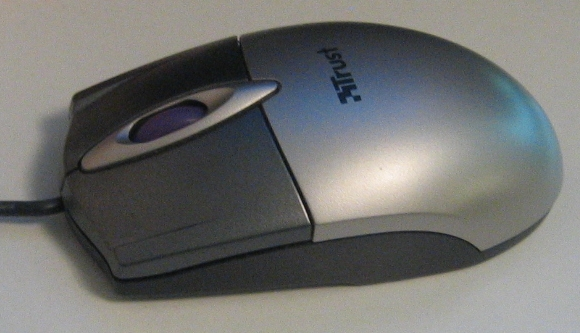
Mouse MI-1200 da Trust
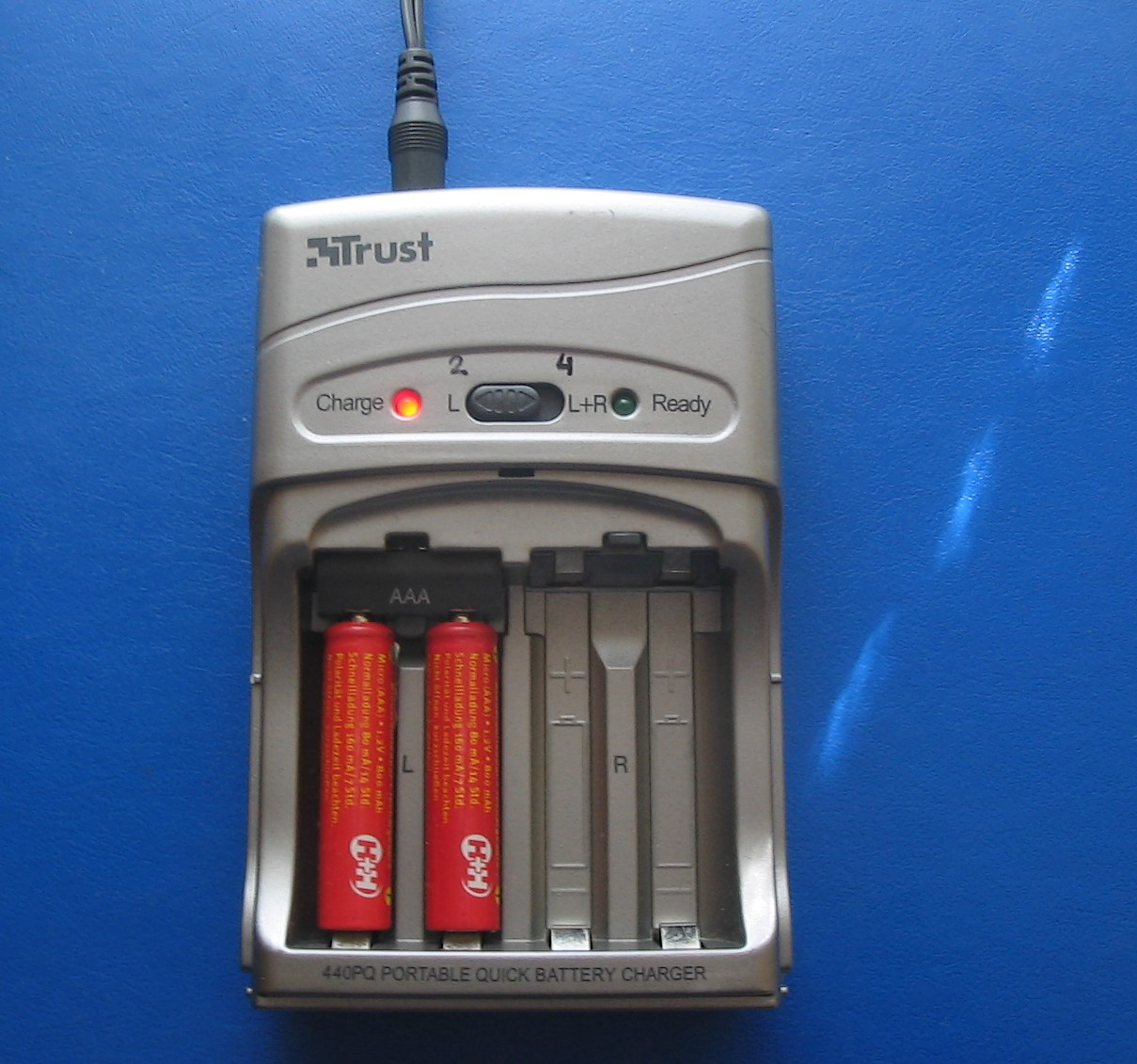
Um carregador de pilhas
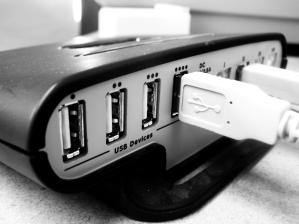
Cabo USB